# 大鹽湖沙漠
大鹽湖沙漠在大鹽湖和內華達之間的猶他州，為白大片色的蒸發岩是一個美國北部的乾湖，又為博納維爾湖乾涸而成的石鹽礦床。

## 說明

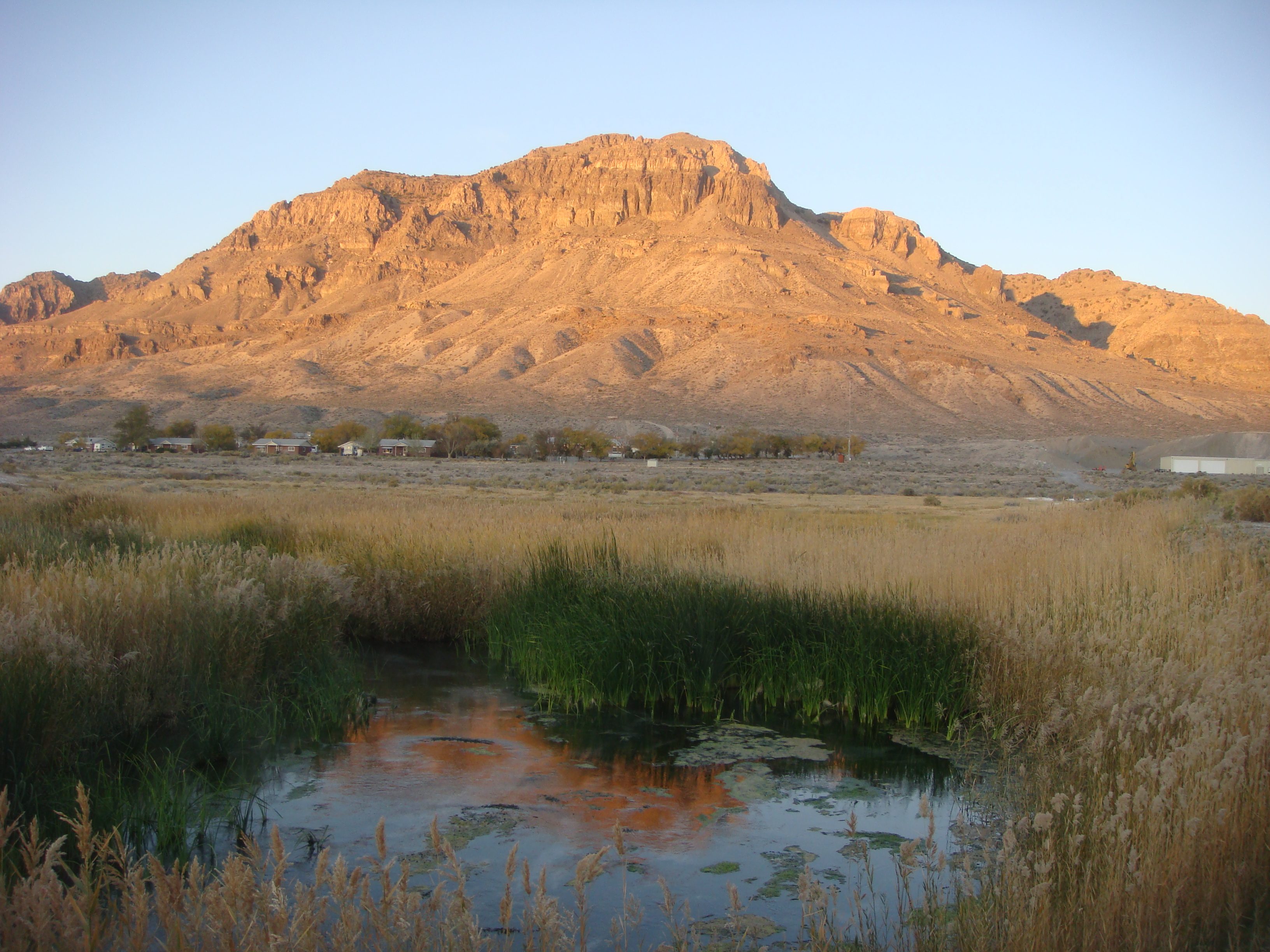
中泉在鱼泉国家野生动物保护区的东北角

几条小山脉纵横交错穿过沙漠的边缘，如雪松山，湖畔山脉，银岛山脉，霍加普山脉，草山和纽芬兰山脉。在沙漠的西部，与内华达州的边界，在试点范围内矗立着飞行员峰。
沙漠冬季凉爽干燥，包括适应干燥条件的不寻常的植物。大部分沙漠的年降水量不到8英寸(200毫米)。当雨水蒸发时，覆盖沙漠的盐皮都会发生变化。军方犹他州的测试和训练范围在沙漠的北部。贾布县 (犹他州)的最低部分位于Dugway试验场的南面，距离鱼泉山脉西北角约1.5英里（2.4）。

## 外部連結
- 维基共享资源上的相關多媒體資源：大鹽湖沙漠